# Ntagisivya (periodiskt vattendrag i Rutana)
Ntagisivya är ett periodiskt vattendrag i Burundi.   Det ligger i provinsen Rutana, i den centrala delen av landet, 80 km sydost om huvudstaden Bujumbura.
Omgivningarna runt Ntagisivya är en mosaik av jordbruksmark och naturlig växtlighet. Runt Ntagisivya är det ganska tätbefolkat, med 111 invånare per kvadratkilometer.